# Седрік Канте
Седрік Канте (фр. Cédric Kanté, нар. 6 липня 1979, Страсбург) — французький і малійський футболіст, що грав на позиції захисника за низку французьких клубних команд, грецький «Панатінаїкос» та національну збірну Малі.

## Клубна кар'єра
Народився 6 липня 1979 року в Страсбурзі. Вихованець футбольної школи місцевого «Страсбура». Дорослу футбольну кар'єру розпочав 1999 року в основній команді того ж клубу. Згодом з 2001 по 2003 рік здобував іграву практику, граючи на правах оренди за «Істр» та «Валанс».
2003 року повернувся до «Страсбура», де вже став стабільним гравцем основного складу. Відіграв за команду зі Страсбурга  ще  три сезони. 2005 року виборов у її складі титул володаря Кубка французької ліги.
2006 року уклав контракт із «Ніццею», у складі якої провів три роки своєї кар'єри гравця. Також здебільшого виходив на поле в основному складі команди.
З 2009 року три сезони захищав кольори грецького «Панатінаїкоса». Був одним з основних захисників грецького гранда, додав до переліку своїх трофеїв титули чемпіона Греції та володаря Кубка Греції.
Згодом повернувся на батьківщину, де протягом 2012—2014 років захищав кольори «Сошо», а завершував ігрову кар'єру в «Аяччо», за який виступав до 2015 року.

## Виступи за збірну
2004 року дебютував в офіційних матчах у складі національної збірної Малі.
У складі збірної був учасником Кубка африканських націй 2008 року у Гані, Кубка африканських націй 2012 року у Габоні та Екваторіальній Гвінеї, на якому команда здобула бронзові нагороди.
Загалом протягом кар'єри в національній команді, яка тривала 9 років, провів у її формі 26 матчів, забивши 1 гол.

## Статистика виступів

### Статистика клубних виступів
| Сезон                    | Команда                  | Чемпіонат                | Чемпіонат | Чемпіонат | Національний кубок | Національний кубок | Національний кубок | Континентальні кубки | Континентальні кубки | Континентальні кубки | Інші змагання | Інші змагання | Інші змагання | Усього | Усього |
| Сезон                    | Команда                  | Ліга                     | Ігор      | Голів     | Ліга               | Ігор               | Голів              | Ліга                 | Ігор                 | Голів                | Ліга          | Ігор          | Голів         | Ігор   | Голів  |
| ------------------------ | ------------------------ | ------------------------ | --------- | --------- | ------------------ | ------------------ | ------------------ | -------------------- | -------------------- | -------------------- | ------------- | ------------- | ------------- | ------ | ------ |
| 2002–03                  | «Валанс»                 | Л2                       | 32        | 0         | КФ+КЛ              | 0                  | 0                  | -                    | -                    | -                    | -             | -             | -             | 32     | 0      |
| 2003–04                  | «Страсбур»               | Л1                       | 25        | 0         | КФ+КЛ              | 0+1                | 0                  | -                    | -                    | -                    | -             | -             | -             | 26     | 0      |
| 2004–05                  | «Страсбур»               | Л1                       | 35        | 1         | КФ+КЛ              | 1+3                | 0                  | -                    | -                    | -                    | -             | -             | -             | 39     | 1      |
| 2005–06                  | «Страсбур»               | Л1                       | 30        | 2         | КФ+КЛ              | 1+2                | 0                  | КУЄФА                | 8                    | 1                    | -             | -             | -             | 41     | 3      |
| Усього за «Страсбур»     | Усього за «Страсбур»     | Усього за «Страсбур»     | 90        | 3         |                    | 8                  | 0                  |                      | 8                    | 1                    |               | -             | -             | 106    | 4      |
| 2006–07                  | «Ніцца»                  | Л1                       | 30        | 1         | КФ+КЛ              | 1+1                | 0                  | -                    | -                    | -                    | -             | -             | -             | 32     | 1      |
| 2007–08                  | «Ніцца»                  | Л1                       | 32        | 1         | КФ+КЛ              | 2+1                | 0                  | -                    | -                    | -                    | -             | -             | -             | 35     | 1      |
| 2008–09                  | «Ніцца»                  | Л1                       | 35        | 0         | КФ+КЛ              | 1+2                | 0+1                | -                    | -                    | -                    | -             | -             | -             | 38     | 1      |
| Усього за «Ніццу»        | Усього за «Ніццу»        | Усього за «Ніццу»        | 97        | 2         |                    | 8                  | 1                  |                      | -                    | -                    |               | -             | -             | 105    | 3      |
| 2009–10                  | «Панатінаїкос»           | СЛ                       | 21        | 0         | КН                 | 4                  | 0                  | ЛЧ+ЛЄ                | 1+7                  | 0                    | -             | -             | -             | 33     | 0      |
| 2010–11                  | «Панатінаїкос»           | СЛ                       | 22+5      | 1         | КН                 | 2                  | 0                  | ЛЧ                   | 4                    | 1                    | -             | -             | -             | 33     | 2      |
| 2011–12                  | «Панатінаїкос»           | СЛ                       | 14+5      | 0         | КН                 | 1                  | 0                  | ЛЧ+ЛЄ                | 0+2                  | 0                    | -             | -             | -             | 22     | 0      |
| Усього за «Панатінаїкос» | Усього за «Панатінаїкос» | Усього за «Панатінаїкос» | 57+10     | 1         |                    | 7                  | 0                  |                      | 14                   | 1                    |               | -             | -             | 88     | 2      |
| 2012–13                  | «Сошо»                   | Л1                       | 31        | 1         | КФ+КЛ              | 2+1                | 0                  | -                    | -                    | -                    | -             | -             | -             | 34     | 1      |
| 2013–14                  | «Сошо»                   | Л1                       | 18        | 0         | КФ+КЛ              | 2+1                | 0                  | -                    | -                    | -                    | -             | -             | -             | 21     | 0      |
| Усього за «Сошо»         | Усього за «Сошо»         | Усього за «Сошо»         | 49        | 1         |                    | 6                  | 0                  |                      | -                    | -                    |               | -             | -             | 55     | 1      |
| 2014–15                  | «Аяччо»                  | Л2                       | 27        | 0         | КФ+КЛ              | 1+2                | 0                  | -                    | -                    | -                    | -             | -             | -             | 30     | 0      |
| Усього за кар'єру        | Усього за кар'єру        | Усього за кар'єру        | 352+10    | 7         |                    | 32                 | 1                  |                      | 22                   | 2                    |               | -             | -             | 416    | 10     |

## Титули і досягнення
- Володар Кубка французької ліги (1):

«Страсбур»: 2004-2005
- Чемпіон Греції (1):

«Панатінаїкос»: 2009-2010
- Володар Кубка Греції (1):

«Панатінаїкос»: 2009-2010